# هنري بيرد (سياسي)
هنري بيرد (بالإنجليزية: Henry Beard)‏ هو سياسي أسترالي، ولد في 1864، وتوفي في 18 ديسمبر 1910. حزبياً، نشط في حزب العمال الأسترالي. وقد انتخب عضو الجمعية التشريعية فيكتوريا وانتخب عضو مجلس النواب الأسترالي عن دائرة Division of Batman ‏ (13 أبريل 1910 – 18 ديسمبر 1910).